# Scott Storch
Scott Spencer Storch (ur. 16 grudnia 1973 w Long Island w Nowym Jorku) – amerykański producent hiphopowy, popowy, R&B i Reggaeton oraz okazjonalnie raper. Ma swoje własne wydawnictwo muzyczne, Storch Music Company i własną firmę producencką zwaną Tuff Jew Productions LLC.
Komponował dla wielu artystów m.in.: Dr. Dre, Ice Cube, Fat Joe, Ja Rule, Nelly, Raven Symone, Jadakiss, Daddy Yankee, Christina Aguilera, Nas, Lil Wayne, Paris Hilton, Jessica Simpson, 50 Cent, Beyoncé, Brooke Hogan, Game, Chamillionaire, Kelly Rowland i Chris Brown, Busta Rhymes.

## Życiorys

### Wczesne życie
Scott urodził się w 1973 w Halifaksie w Nowej Szkocji. Jego rodzice są pochodzenia żydowskiego. Jakiś czas po jego narodzinach przenieśli się do Cherry Hill Township w New Jersey i Cortal Springs na Florydzie. Chodził do szkoły średniej w Davie na Florydzie, ale porzucił ją w 9 klasie na rzecz kariery muzycznej. Kiedy miał 16 lat, zaczął grać na klawiszach w hiphopowej grupie The Roots. Udało się im podpisać kontrakt i byli na dobrej drodze. Scott odszedł z zespołu, gdyż – jak mówi – chciał „zrobić krok w tył, by zrobić krok naprzód”. W końcu przeprowadził się do Fort Lauderdale na Florydzie, a później do Filadelfii w Pensylwanii.
Storch stał się rozpoznawalny wśród producentów hip-hopowych głównie dzięki swojej współpracy ze znanym raperem i producentem Dr. Dre przy tworzeniu albumu  2001, na którym udzielił się głównie jako klawiszowiec. To właśnie Storch jest autorem charakterystycznego pianina w utworze „Still D.R.E.” co w dużej mierze spotęgowało uznanie dla jego wkładu w muzykę hiphopową. Po wielkim sukcesie jaki odniósł album „2001”. Storch zaczął intensywnie produkować muzykę dla wielu artystów, nie unikając przy tym eksperymentowania ze znanymi gatunkami. Jego inspiracją zaczęła być także muzyka Bliskiego Wschodu, co słyszalne jest w takich utworach, jak „Candy Shop” i „Just a Lil Bit” 50 Centa, „Lean Back” Fat Joego, „Turn It Up” Paris Hilton, „Poppin’ Them Thangs” G-Unit, „Let Me Love You” Mario, „Playa's Only” R. Kelly’ego (z gościnnym udziałem The Game’a), „Lock U Down” Myi oraz „Naughty Girl” i „Baby Boy” Beyoncé, „About Us” Brooke Hogan czy „Turn It Up” Chamillionaire.

## Życie prywatne
Storch dorobił się fortuny jako producent muzyczny i lubi się z tym obnosić. Znana jest jego miłość do drogich ubrań i diamentowej biżuterii. Oprócz tego Scott posiada imponującą kolekcję samochodów, do której zaliczają się między innymi Mercedes SLR McLaren, Bentley Continental, Rolls Royce Phantom, Lamborghini Murcielago i Bugatti Veyron. Jego łączny majątek szacowany jest na 70 milionów dolarów. Miał romans z raperką Lil’ Kim, osobowością telewizyjną Jenny Jones, modelką Ericą Mena oraz córką potentata hotelowego Paris Hilton.
16 kwietnia 2006, dziewczyna Storcha, Dae Daniel Esquire, urodziła syna, Jalena Storcha. Dae Daniel wytoczyła proces Scottowi, twierdząc, że jest biologicznym ojcem dziecka, co potwierdziły przeprowadzone badania. Mimo że domaga się praw rodzicielskich i alimentów, Storch nie odpowiedział jeszcze na jej zarzuty.
Jest spokrewniony z Bogumiłem Storchem (ur. 1978 w Makowie Podhalańskim), polskim dziennikarzem i reporterem Gazety Krakowskiej.

## Konflikty

### Timbaland
Producent muzyczny Timbaland zaczepia słownie Storcha w swoim singlu „Give It to Me”. rapując: „Dostaję pół miliona za podkłady, a ty parę tysięcy/Nigdy nie nadejdzie dzień, w którym będę słabszy/Szanują mnie od Kalifornii aż po Japonię/Jestem prawdziwym producentem, a ty tylko pianistą/Twoje piosenki nie szczytują na listach, słyszałem je, nie jestem fanem”. Timbaland potwierdził, że chodziło mu o Storcha w wywiadzie dla MTV.
26 stycznia światło dzienne ujrzała odpowiedź Storcha, „Built Like That”. skomponowana we współpracy z Nu Jerzey Devil z gościnnym udziałem NOX, rapera z Filadelfii. Storch twierdzi w nim, że był odpowiedzialny za produkcję hitu Justina Timberlake’a z 2002, „Cry Me a River”. mimo że została ona przypisana Timbalandowi, a Scott musiał obyć się statusem współproducenta i pianisty. Jest także zdania, że popularność Timbalanda to tak naprawdę zasługa jego partnera ze studia, Danji, który jest odpowiedzialny za produkcję szeregu hitów z Nelly Furtado i Justinem Timberlake'iem, pod którymi podpisał się Timbaland. Ostatnio ich konflikt się zakończył. Potwierdziła to wypowiedź Timbalanda opublikowana w Scratch Magazine.

### Christina Aguilera
Skrótowy tytuł ósmego utworu z pierwszego dysku albumu Christiny Aguilery Back to Basics to „F.U.S.S.”. Fani spekulują, że może to oznaczać „Fuck U Scott Storch” lub „For U Scott Storch”. Scott Storch brał udział w produkcji kilku piosenek z poprzedniego albumu Aguilery, Stripped, w tym „Walk Away”. „Can’t Hold Us Down”. „Infatuation”. „Fighter”. „Loving Me 4 Me”. „Keep on Singin' My Song” oraz „Underappreciated”. Storch został poproszony o pomoc przy tworzeniu Back to Basics, ale odmówił, co przyczyniło się do rozpadu jego znajomości z amerykańską gwiazdą.
"F.U.S.S.” zostało napisane jako odpowiedź na spory pomiędzy Aguilerą i Storchem w trakcie nagrywania krążka Stripped. W wywiadzie dla magazynu Maxim, Aguilera powiedziała: „To sposób na pogrzebanie moich doświadczeń z nim. Zrobiliśmy kawał dobrej roboty przy Stripped... Kiedy znów chciałam z nim pracować, stał się głuchy na wymagania. To przykre, że ktoś może stać się tak nienaturalny.”.

## Dyskografia

### Solo
- Built Like That (Scott Storch featuring NOX)

### Kariera producencka
Poniżej znajduje się ułożona chronologicznie lista utworów wyprodukowanych przez Scotta Storcha.

#### 1993
- The Roots – Organix
  - 07. „Grits” (produced with ?uestlove & The Roots)
  - 09. „I’m Out Death” (produced with ?uestlove & The Roots)
  - 17. „Carryin' hon” (produced with ?uestlove & The Roots)

#### 1994
- The Roots – Do You Want More?!!!??!
  - 02. „Proceed” (produced with ?uestlove & The Roots)
  - 04. „Mellow My Man” (produced with ?uestlove & The Roots)
  - 11. „Essaywhuman?!!!??!” (produced with ?uestlove & The Roots)

#### 1996
- The Roots – Illadelph Halflife
  - 18. „One Shine” (produced with The Grand Negaz)

#### 1999
- The Roots – Things Fall Apart
  - 08. „Ain’t Sayin’ Nothin’ New” (produced with The Grand Negaz)
  - 13. „Adrenaline!” (produced with The Grand Negaz)
  - 15. „You Got Me (featuring Erykah Badu & Eve)” (produced with The Grand Negaz)
- Rahzel – Make The Music 2000
  - 05. „Carbon Copy (I Can’t Stop)”
- The Roots – The Best Man: Music From The Motion
  - 01. „What You Want” (produced with The Grand Negaz)
- Jazzyfatnastees – The Once And Future
  - 01. „The Wound"
  - 02. „How Sad"
  - 03. „Breakthrough"
  - 04. „Unconventional Ways"
  - 05. „Hear Me"
  - 07. „Related To Me"
  - 09. „Why"
  - 10. „Let It Go"
- Dr. Dre – 2001
  - 04. „Still D.R.E.” (co-produced with Dr. Dre & Mel-Man)

#### 2000
- Dice Raw – Reclaiming The Dead
  - 10. „If U Want It"
  - 11. „Forget What They Say"
- DJ Clue – Backstage The Mixtape
  - 16. Capone 'N Noreaga – Don't Want Beef
- Busta Rhymes – Anarchy
  - 05. „Bladow!!"
- Snoop Dogg – Tha Last Meal
  - 13. „Brake Fluid (Biiitch Pump Yo Brakes) (feat. Kokane”
  - 14. „Ready 2 Ryde (feat. Eve)”
  - 19. „Y'all Gone Miss Me (feat. Kokane”
- Xzibit – Restless
  - 05. „X” (feat. Snoop Dogg)” (produced by Dr. Dre and Mel-Man, co-produced by Scott Storch)
- Ras Kass – Revenge Of The Spit
  - 22. „Just A Lil Bitch"

#### 2001
- Lina – Stranger On Earth
  - 00. „Playa No Mo' (Scott Storch Remix)”* City High – City High
  - 07. „Caramel"* Eve – Scorpion
  - 04 „Let Me Blow Ya Mind feat. Gwen Stefani)” (produced with Dr. Dre)* Mobb Deep – Infamy
  - 10. „Live Foul"
  - 13. „I Won't Fall”
  - 16. „There I Go Again"* Violator The Album V2.0
  - 12. Prodigy of Mobb Deep – „Livin' The Life” (ft. Jadakiss & Butch Cassidy)
  - 17. Rah Digga – „Can’t Get Enough” (ft. Meka & Spliff Starr)* Ill Will Records Presents: QB Finest
  - 07. Capone 'N Noreaga – „Our Way” (ft. Iman Thug}* Method Man and Redman – How High
  - 07. „Let's Do It"* Jaguar Wright – Denials Delusions & Decisions
  - 01. „The What If's"
  - 06. „Ain’t Nobody Playin'"* Mystikal – Tarantula
  - 02. „Tarantula"
  - 09. „Alright"

#### 2002
- Angie Martinez – Animal House
  - 02. „A New Day"* Rock – Walk Like A G
  - 00. „Walk Like A G (feat. Nate Dogg)”* Jazzyfatnastees – The Tortoise & The Hare
  - 06. „Compelled” (produced with Ben Kenney, Richard Nichols and Tracey Moore)
  - 07. „Tumbling” (produced with Mercedes Martinez and Richard Nichols)* Mos Def – Brown Sugar (OST)
  - 01. „Brown Sugar (Extra Sweet Remix feat. Faith Evans)”* Justin Timberlake – Justified
  - 10. „(And She Said) Take Me Now (feat. Janet Jackson)” (produced by Timbaland, co-produced by Scott Storch)
  - 5. „Cry Me A River (feat. Timbaland)”. co-produced with Timbaland* P!nk – M!ssundaztood
  - 07. „Family Portrait”* Boyz II Men – Full Circle
  - 08. „Roll With Me"* Slum Village – Trinity (Past, Present and Future)
  - 20. Get Live* The Roots – Phrenology
  - 12. Pussy Galore* Ras Kass – Goldyn Chyld
  - 08. „FucQup"
- Christina Aguilera – Stripped
  - 02. „Can’t Hold Us Down (feat. Lil’ Kim)”
  - 03. „Walk Away"
  - 04. „Fighter”
  - 05. „Primer Amor (Interlude)”
  - 06. „Infatuation”
  - 08. „Loving Me For Me"
  - 10. „Underappreciated"
  - 20. „Keep On Singing My Song"
- Onyx – Bacdafucup Part II
  - 12. Wet The Club
- WC – Ghetto Heisman
  - 03. „The Streets (feat. Nate Dogg and Snoop Dogg)”

#### 2003
- Dina Rae – „The Dina Rae Show"
  - 12. „Can’t Even See It"
- Angie Martinez – A New Day
  - 02. „A New Day"
- Lil’ Kim – La Bella Mafia
  - 10. „(When Kim Say) Can You Hear Me Now (feat. Missy Elliott)”
  - 11. „Thug Luv (feat. Twista)”
- Britney Spears – In The Zone
  - 00. „Me Against the Music (Scott Storch Remix feat. Madonna)”
- Ginuwine – The Senior
  - 9. „Locked Down”
  - 11. „Sex (feat. Solé)”
  - 12. „Bedda Man”
- Sticky Fingaz – Decade „...but wait it gets worse”
  - 4. „Can’t Call It"
  - 5. „Hot Now"
  - 12. „Do Da Dam Thing (feat. E.S.T. and X1)”
- K Young – K Young
  - 3. „U R So Bad (feat. Crooked I)”
- Beyoncé – Dangerously in Love
  - 01. „Naughty Girl” Based on the original Donna Summers – Love To Love You Baby.
  - 02. „Baby Boy (feat. Sean Paul)”
  - 05. „Me, Myself and I”
- Sarai – The Original
  - 02. „I Know"
  - 09. „You Could Never"
  - 10. „L.I.F.E."
  - 13. „Black & White"
- Nelly – Da Derrty Versions: The Reinvention
  - 13. „Work It (Scott Storch Remix feat. Justin Timberlake)”
- Ja Rule – Blood In My Eye
  - 03. „Clap Back” (Co-produced by Irv Gotti)
- Loon – Loon
  - 17. „U Don't Know"
- G-Unit – Beg for Mercy
  - 02. „Poppin’ Them Thangs” (Produced with Dr. Dre)
- Memphis Bleek – M.A.D.E.
  - 05. „We Ballin' (feat. Young Chris & Proof)”
  - 11. „Murda Murda (feat. Jay-Z & Beanie Sigel)”
- Vivian Green – A Love Story
  - 00. „Fanatic (Scott Storch Remix)”
- Nate Dogg – Nate Dogg (album) unreleased
  - 06. „Hide It (feat. Armed Robbery)”

#### 2004
- Young Gunz – Tough Luv
  - 06. „Never Take Me Alive (feat. Jay-Z)”
- Janet Jackson – Damita Jo
  - 09. „Island Life” (Produced with Janet Jackson and Jimmy Jam and Terry Lewis)
- Jadakiss – Kiss of Death
  - 05. „Time’s Up (feat. Nate Dogg)”
  - 07. „U Make Me Wanna (feat. Mariah Carey)”
- Terror Squad – True Story
  - 04. „Lean Back”
- The Roots – The Tipping Point
  - 03. „Don't Say Nuthin’” (Produced with ?uestlove)
  - 09. „Duck Down!"
- The Roots – Okayplayer – True Notes Vol. 1
  - 10. „Y'all Know Who” (Produced with The Roots)
- Fabolous – Real Talk
  - 15. „Round & Round"
  - 17. „Ghetto (feat. Thara)”
- Destiny’s Child – Destiny Fulfilled
  - 15. „2 Step” (International Bonus Track)
- Mario – Turning Point
  - 02. „Let Me Love You”
  - 07. „Call the Cops"
  - 13. „Let Me Love You (Remix feat. T.I. and Jadakiss)”
- Trick Daddy – Thug Matrimony: Married to the Streets
  - 14. „I Cry (feat. Ron Isley)”
- 2Pac – Loyal to the Game
  - 14. „Po Nigga Blues” (Remix)
- Raven Symone – This Is My Time
  - 02. „Backflip"
- T.I. – Urban Legend
  - 10. „Get Ya Shit Together (feat. Lil’ Kim)”
  - 15. „Chillin' With My Bitch (feat. Jazze Pha)”

#### 2005
- Ruff Ryders – The Redemption Vol. 4
  - 10. „Get Wild” (feat. DMX, Jadakiss, Kartoon & Flashy)”
- The Notorious B.I.G. – Duets: The Final Chapter
  - 16. „Ultimate Rush (feat. Missy Elliott)”
- Do or Die – D.O.D.
  - 05. „U Already Know (feat. Remy Ma)”
- Destiny’s Child – Destiny Fulfilled
  - 15. „Cater 2 U (Storch Remix Edit)”
- The Game – The Documentary
  - 02. „Westside Story (feat. 50 Cent” (Produced with Dr. Dre)
  - 10. „Start From Scratch” (Produced with Dr. Dre)
- Knoc-turn’al – The Way I Am
  - 04. „The Way I Am (feat. Snoop Dogg”
- Benzino – Arch Nemesis
  - 04. „Bottles And Up (Thug Da Club)”
  - 19. „Noche De Estrellas” (ft. Yaga & Mackie)”
  - 20. „Diamond Girl"
  - 22. „World Famous” (ft. 3 Down)
- 50 Cent – The Massacre
  - 07. „Candy Shop (feat. Olivia)”
  - 14. „Just A Lil Bit”
  - 18. „Build You Up (feat. Jamie Foxx)”
- Corey Clark – Corey Clark
  - 03. „Out Of Control"
- Vivian Green – Vivian
  - 01. „I Wish We Could Go Back"
  - 02. „Mad"
- Fat Joe – All or Nothing
  - 08. „Get It Poppin'” (feat. Nelly)
- R. Kelly – TP-3: Reloaded
  - 01. „Playa's Only” (feat. The Game)
  - 02. „Happy Summertime” (ft. Snoop Dogg)
- Missy Elliott – The Cookbook
  - 05. „MeltDown”
- Heather Hunter – Double H: The Unexpected
  - 05. „Don’t Stop (feat. E.S.T.)”
- Jason Mraz – Mr. A-Z
  - 03. „Geek In The Pink"
- Trey Songz – I Gotta Make It
  - 06. „All The Ifs"
- Shaggy – Clothes Drop
  - 14. „Don't Ask Her That (feat. Nicole Scherzinger)”
- Toni Braxton – Libra
  - 01. „Please”
- Mariah Carey – „The Emancipation of Mimi”
  - 01. „It's Like That (Scott Storch Remix feat. Fat Joe)”
- Lil’ Kim – The Naked Truth
  - 03. „Lighters Up”
- Ricky Martin – Life
  - 02. „I Don’t Care” (feat. Amerie & Fat Joe)
  - 09 „This Is Good” (Produced with The Matrix)
- Twista – The Day After
  - 04. „Get It How You Live"
- 2XL – The Development
  - 20. „31 Flavas"
- Chris Brown – Chris Brown
  - 02. „Run It! (feat. Juelz Santana)”
  - 05. „Gimme That (feat. Lil’ Wayne)”
- Chamillionaire – The Sound Of Revenge
  - 03. Turn It Up (feat. Lil’ Flip)”
- Jessica Simpson –  The Dukes of Hazzard (OST)
  - 12. „These Boots Are Made For Walking (Scott Storch Remix)”
- YoungBloodz – Ev’rybody Know Me
  - 02. „Chop Chop"

#### 2006
- Remy Ma – There’s Something about Remy: Based on a True Story
  - 07. „Conceited (There’s Something About Remy)”
- Jaheim – Ghetto Classics
  - 04. „Forgetful"
- Juvenile -Reality Check
  - 04. Sets Go Up (feat. Wacko)
  - 19. Say It To Me Now (feat. Kango of Partners-N-Crime)
- Lil’ Flip – I Need Mine
  - Disc Two
  - 07. „Tell Me” (feat. Collie Buddz)
- LL Cool J – Todd Smith
  - 09. Ooh Wee (feat. Ginuwine)
- Yo Gotti – Back 2 Da Basics
  - 09. „That’s What They Made It Foe' (feat. Pooh Bear)”
- Ice Cube – Laugh Now, Cry Later
  - 02. Why We Thugs
  - 17. Steal The Show
- MC Hammer – Look Look Look
  - 04. „HammerTime (feat. Nox)”
  - 06. „Look Look Look „
- Jurassic 5 – Feedback
  - 03. „Brown Girl (feat. Brick and Lace)”
- LeToya – LeToya
  - 12. „I’m Good (feat. Ebony Eyez)”
- DMX – Year of the Dog...Again
  - 09. Give ’em What They Want
  - 15. Lord Give Me A Sign
- Paris Hilton – Paris
  - 01. „Turn It Up"
  - 02. „Fighting Over Me” (feat. Fat Joe and Jadakiss)
  - 05. „Jealousy"
  - 06. „Heartbeat"
  - 08. „Screwed"
  - 10. „Turn You On"
  - 11. „Do You Think I’m Sexy"
- Danity Kane – Danity Kane
  - 15. „Sleep On It"
- Kelis – Kelis Was Here
  - 08. „Trilogy"
- Beenie Man – Undisputed
  - 05. „Dutty Wine Gal (feat. Brooke Hogan)”
  - 06. „Jamaican Ting"
- Method Man – 4:21...The Day After
  - 02. „Is It Me"
- Jessica Simpson – A Public Affair
  - 12. „Fired Up"
- Daz Dillinger – So So Gangsta
  - 07. ,,Money on My Mind" (feat. Kurupt)
- Ludacris – Release Therapy
  - 15. „We Ain’t Worried 'Bout U” (iTunes Bonus Track)
- Mario Vazquez – Mario Vazquez
  - 03. „Cohiba” (feat. Fat Joe & Nox)
- JoJo – The High Road
  - 01. „This Time"
- Ruben Studdard – The Return
  - 07. „What Tha Business"
- Brooke Hogan – Undiscovered
  - 01. „About Us (feat. Paul Wall)”
  - 02. „Heaven Baby (feat. Beenie Man)”
  - 03. „Next Time"
  - 04. „For a Moment"
  - 05. „My Space"
  - 06. „All About Me"
  - 07. „My Number (feat. Stacks)”
  - 09. „One Sided"
  - 10. „Letting Go"
  - 11. „Dance Alone (feat. Nox)”
  - 12. „Beautiful Transformation"
- Birdman & Lil Wayne – Like Father, Like Son
  - 06. „You Ain’t Know"
- Fat Joe – Me, Myself & I
  - 07. „Make It Rain” feat. Lil’ Wayne
  - 09. „Think About It"
- The Game – Doctor’s Advocate
  - 06. „Let’s Ride”
  - 07. „Too Much” (feat. Nate Dogg)
- Lil Scrappy – Bred 2 Die Born 2 Live
  - 21. „Shake It"
- Tyrese aka Black Ty – Alter Ego
  - 04. „Get It In (feat. Method Man)”
- Nas – Hip Hop Is Dead
  - 03. „Carry on Tradition"
  - 13. „Play on Playa” (feat. Snoop Dogg)
- Styles P – Time Is Money (Styles P. album)
  - 04. „Real Shit (feat. Gerald Levert)”

#### 2007
- 2XL – Neighborhood Rapstar
  - 08. „Magic City featuring Candy Hill"
- Benzino – The Antidote
  - 15. „Zexxy"
- Bishop Lamont – Pope Mobile
  - 09. „All I Dream About” (ft. Pooh Bear)
  - 10. „Sumthin'"
  - 13. „Music Shit"
  - 14. „Sometimez” (ft. Mike Ant & Chevy Jones)
- Chris Brown – Exclusive
  - 15. „Nice” (ft. The Game)
- Kelly Rowland – Ms. Kelly
  - 02. „Comeback"
  - 04. „Work (Put It in)”
- DJ Cynik – Anything But
  - 02. „Get In Get Out"
- Keyshia Cole – Just Like You
  - 04. „Give Me More"
- Jill Scott – The Real Thing: Words and Sounds Vol. 3
  - 06. „Epiphany"
- Mike Jones – American Dream
  - 08. „Like Mike"
- Trey Songz – „Trey Day” (expected release: October 2, 2007)
  - 00. „Make U A Star"
- Chris Brown – „Exclusive”
  - 15. „Nice „ featuring The Game
- Stat Quo – Statlanta
  - 08. „Finger To The Sky"
- Click Clack Gang
  - 00. Wow
- The Mossie
  - 03. Hustlinaire (Feat. Jay-Tee)
- Luc Duc – Amerikkkan Addiction
  - 03. PG-21
- Papoose
  - 00. Fitted Hat Low

Daddy Yankee – El Cartel III : The Big Boss
- - 05. „Impacto"
  - 07. „A Lo Clasico"
  - 13. „Que Paso!"
  - 21. „Impacto (Remix) Ft Fergie”

### Inne produkcje

#### ????
- Proof of D12 (R.I.P.) – Time Will Tell
  - 12. Did I Make It

#### 1994
- Spearhead – Home
  - 01. „People In Tha Middle” (keyboards)
  - 05. „Of Course You Can” (drums & percussion)
  - 10. „Crime To Be Broke In America” (fender rhodes)

#### 1999
- Dr. Dre – 2001
  - 02. „The Watcher” (keyboards)
  - 03. „Fuck You (feat. Devin the Dude)” (keyboards)
  - 04. „Still D.R.E. (feat. Snoop Dogg)” (keyboards)
  - 05. „Big Ego's (feat. Hittman)” (keyboards)
  - 12. „Let's Get High (feat. Hittman, Kurupt,& Ms. Roq)” (keyboards)
  - 13. „Bitch Niggaz (feat. Snoop Dogg, Hittman,& Six-Two)” (keyboards)
  - 15. „Murder Ink (feat. Hittman & Ms. Roq)” (keyboards)

#### 2000
- Xzibit – Restless
  - 04. „U Know” (keyboards)
- Bilal – 1st Born Second
  - 03. „Fast Lane (feat. Jadakiss)” (keyboards)

#### 2001
- D12 – Devil’s Night
  - 06. „Ain’t Nothing But Music” (keyboards)
  - 11. „Fight Music” (keyboards)
  - 18. „Revelation” (keyboards)
- Eve – Scorpion
  - 10. „That’s What It Is” (keyboards)
- Busta Rhymes – Genesis
  - 08. „Truck Volume” (keyboards)
  - 10. „Break Ya Neck” (keyboards)
- Mack 10 – Bang or Ball
  - 02. „Hate In Yo Eyes” (keyboards)
- Nelly Furtado – Whoa, Nelly!
  - 02. „Turn off the Light (Timbaland Remix feat. Ms. Jade)” (keyboards)
- Bubba Sparxxx – Dark Days, Bright Nights
  - 04. „Bubba Talk” (keyboards)
  - 05. „Lovely” (keyboards)
  - 08. „Get Right” (keyboards)
  - 15. „Bubba Sparxxx” (clavinet)

#### 2002
- Justin Timberlake – Justified
  - 05. „Cry Me a River” (clavinet)
- Ms. Jade – Girl, Interrupted
  - 03. „She’s A Gangsta” (keyboards)
  - 13. „Feel The Girl” (keyboards)

#### 2003
- Kiley Dean – Simple Girl
  - 03. „Make Me A Song” (keyboards)
- G-Unit – Beg for Mercy
  - 15. „G'D Up” (keyboards)
- 50 Cent – The New Breed
  - 03. „In Da Hood (feat. Brooklyn)” (piano)

#### 2006
- Frank Lee White – Unreleased
  - 00. „Ride Out"
- Jae Millz – Back to the Future
  - 00. My Swag
- Styles P – Ghost In The Machine
  - 00. „One Cup, Two Cup"
  - 00. „Day You Die (feat. Sheek Louch)”
- Urban Mystic – Ghetto Revelations II
  - 00. „You Can Handle This (feat. Pitbull)”
  - 05. „Bounce With Me (feat. Stacks)”
  - 06. „I Refuse"
  - 07. „Your Portrait"
- Zeebra – The New Beginning
  - 11. „The Motto” (feat. OJ Flow and UZI)
- Chamillionaire – The Sound of Revenge
  - 00. „Turn It Up”
- Chingy
  - 00. „What’s It Like"
- Chris Brown – Chris Brown
  - 00. „Run It!”
  - 00. „Gimme That”
- Christina Aguilera – Stripped
  - 00. „Can’t Hold Us Down”
  - 00. „Fighter”
- N.O.R.E. – 1 Fan a Day (niewydany)
  - 13. „Do Somethin’"*
- Hawk – Unknown Album
  - 00. „Wild Out*
  - 00. „Relax” (Ft Ne-Yo)*
  - 00. „Hoes Ain’t Shit” (Ft Lil’ Jon)*
  - 00. „Lets Go"
  - 00. „Heavy Weights"
- Nox – Unknown Album
  - 00. „This What It Sound Like (Ft Redman)*
  - 00. „In Da Streetz (Ft Proof)*

(& Inne)
- Nomb – Unknown Album
  - 00. „Get Loose"
- Paris Hilton – Paris
  - 00. „Fightin' Over Me"
  - 00. „Jealousy"
  - 00. „Heartbeat”
  - 00. „Turn You On"
  - 00. „Turn It Up”
- Silena Murrell – From Da Street To Da Stage
  - 00. „Bring It Home"
  - 00. „I Like My Man Hard"
  - 00. „Shorty How U Like That”
- Knoc-turn’al – Unknown Album
  - 00. „Rock The Party"
- Yung Killa – Unknown Album
  - 00. „Middle Finga"

#### 2007
- Papoose
  - Bang It Out feat. Snoop Dogg
  - Fitted Hat Low
- Ja Rule
  - Get Up
- Timati
  - 00 Get Money feat. NOX produced by Scott Storch
  - 00 Put U Take It feat. Fat Joe & Nox prod. by Scott Storch* FreeMe G
  - 00 Gangsta, gangsta produced by Scott Storch
- Candi Pye – Unknown Album
  - 00. „Get Money” Ft Yung Joc
- Nox
  - 00. „Spend Money featuring Jim Jones”
  - 00. „My Zone Featuring Yung Joc”* Chris DeShield
  - 00. „Beat In The Back"
- Merj
  - 00. „I Ain’t Mad At Ya” featuring Frank Lee White
- D-Black
  - 00. „She Want” featuring Fat Joe and Joell Ortiz
- Chevy P (Of Field Mob)
  - 00. So Lonely